# Centralafrikanske Republik ved sommer-OL 2024
Centralafrikanske Republik deltog i sommer-OL 2024 i Paris, Frankrig i perioden 26. juli til 11. august 2024.
Landet vandt ingen medaljer.

## Medaljer
| 2024 Paris                 | Guld | Sølv | Bronze | Total |
| Centralafrikanske Republik | 0    | 0    | 0      | 0     |

### Medaljevinderne
| Centralafrikanske Republik under sommer-OL 2024 i Paris | Centralafrikanske Republik under sommer-OL 2024 i Paris | Centralafrikanske Republik under sommer-OL 2024 i Paris | Centralafrikanske Republik under sommer-OL 2024 i Paris | Centralafrikanske Republik under sommer-OL 2024 i Paris |
| Medalje                                                 | Navn                                                    | Sport                                                   | Event                                                   | Dato                                                    |
| ------------------------------------------------------- | ------------------------------------------------------- | ------------------------------------------------------- | ------------------------------------------------------- | ------------------------------------------------------- |
| -                                                       | -                                                       | -                                                       | -                                                       | -                                                       |